# Abbaye Notre-Dame-de-la-Paix de Saint-Amand-les-Eaux
Pour les articles homonymes, voir Abbaye Notre-Dame-de-la-Paix et Abbaye Notre-Dame.
L'abbaye Notre-Dame-de-la-Paix, ou Elnonsis Parthenon, ou encore Beata Maria de Pace, est la deuxième abbaye fondée à Saint-Amand-les-Eaux, dans le département du Nord, par l'abbé Nicolas Dubois en 1650. C'est une abbaye de filles de l'ordre de Saint-Benoit.

## Histoire
En 1650 ou en 1646, l'abbé Nicolas Dubois,  exécuteur testamentaire de son frère Michel Dubois, est donateur d'une somme de 40 000 florins pour cette fondation.
Marie-Anne de Codenhove, abbesse de Notre-Dame de la Paix de Douai, accorde le transfert de six religieuses de Douai à  Saint-Amand.
Le 21 février 1650, l'évêque donne son accord par lettre d'accommodement.
Le 21 juin 1654, le roi confirme cette fondation.